# Дупленая
Дупленая — река в России, протекает в Никольском районе. Устье реки находится в 80 км по левому берегу реки Лундонга. Длина реки составляет 10 км.
Исток реки расположен южнее деревни Полежаево в 29 км к юго-западу от Никольска. Река течёт по ненаселённому лесу в южном направлении, впадает в Лундонгу несколькими километрами ниже её образования от слияния Большой и Дороватки.

## Данные водного реестра
По данным государственного водного реестра России относится к Верхневолжскому бассейновому округу, водохозяйственный участок реки — Унжа от истока и до устья, речной подбассейн реки — Бассей притоков Волги ниже Рыбинского водохранилища до впадения Оки. Речной бассейн реки — (Верхняя) Волга до Куйбышевского водохранилища (без бассейна Оки).
Код объекта в государственном водном реестре — 08010300312110000014511.